# Pierre Marie Heude
Pierre Marie Heude (Fougères, 1836 – 1902) è stato un missionario, gesuita e zoologo francese.
Nato a Fougères, nel Dipartimento di Ille-et-Vilaine, Heude divenne un gesuita nel 1856 e si fece prete nel 1867. Si trasferì in Cina nel 1868. Nel corso degli anni successivi, dedicò tutto il suo tempo e le sue energie allo studio della storia naturale dell'Asia Orientale, viaggiando a lungo in Cina e in altre regioni dell'Asia Orientale.
Il primo oggetto di studio delle sue ricerche furono i molluschi: la sua Conchyliologie fluviatile de la province de Nanking (et de la Chine centrale) [Conchiliologia fluviale della provincia di Nanchino (e della Cina centrale)] venne pubblicata a Parigi tra il 1876 e il 1885 in 10 volumi; le sue Notes sur le mollusques terrestres de la vallée du Fleuve Bleu [Annotazioni sui molluschi terrestri della valle del Fiume Azzurro] si possono trovare nel primo volume delle Mémoires concernant l'histoire naturelle de l'Empire Chinois [Memorie sulla storia naturale dell'Impero Cinese], edite dai Gesuiti di Xujiahui, Shanghai, nel 1882. In seguito rivolse l'attenzione ai mammiferi.
Con la sua notevole collezione di esemplari, aiutò a fondare un museo di storia naturale a Xujiahui nel 1868, il primo mai fondato in Cina. (Questo museo, noto in seguito come Museo Heude, è stato incorporato in altri musei a partire dagli anni '50.) Continuò i suoi studi scientifici fino alla morte, giunta a Xujiahui.